# علي أنصاري
علي أنصاري (بالإنجليزية: Ali Ansari)‏ هو مؤرخ بريطاني، ولد في 24 نوفمبر 1967 في روما في إيطاليا.